# Besadino
Besadino o Besadines fue un general íbero que luchó contra la república romana en la revuelta íbera (197-195 a. C.). Participó en la batalla de Turda junto con el general ibero Budar, siendo vencidos por el pretor romano Quinto Minucio Termo y hechos prisioneros.

### Citas
1. ↑  Tito Livio, Ab Urbe condita libri, 33, 44, 4-5.